# Аутограм (филм)
„Аутограм” је југословенски ТВ филм из 1977. године. Режирао га је Никола Стојановић који је написао и сценарио.

## Улоге
| Глумац             | Улога  |
| ------------------ | ------ |
| Ирена Муламухић    | Живка  |
| Ирфан Менсур       | Менсур |
| Вера Маргетић      |        |
| Оливера Костић     |        |
| Асја Павловић      |        |
| Миодраг Брезо      |        |
| Мухамед Мехмедовић |        |
| Аднан Палангић     |        |
| Владо Гаћина       |        |
| Ранко Гучевац      |        |
| Зоран Симоновић    |        |